# Camponotus libanicus
Camponotus libanicus é uma espécie de inseto do gênero Camponotus, pertencente à família Formicidae.